# Progresso sociale
Per progresso sociale si intende il miglioramento delle condizioni di vita per una parte crescente della popolazione. Dai tempi della Grecia classica ai giorni nostri si sono alternati diversi punti di vista sul progresso tra loro oscillati, in generale, fra l'incondizionata fiducia nelle potenzialità della scienza e della tecnica (progresso scientifico e tecnologico) - che avrebbero reso più semplice e serena la vita dell'uomo - e, all'opposto, la visione del progresso come un deterioramento della comunità a partire da una originale età dell'oro.

## Il dibattito sul progresso

### Nella Grecia antica

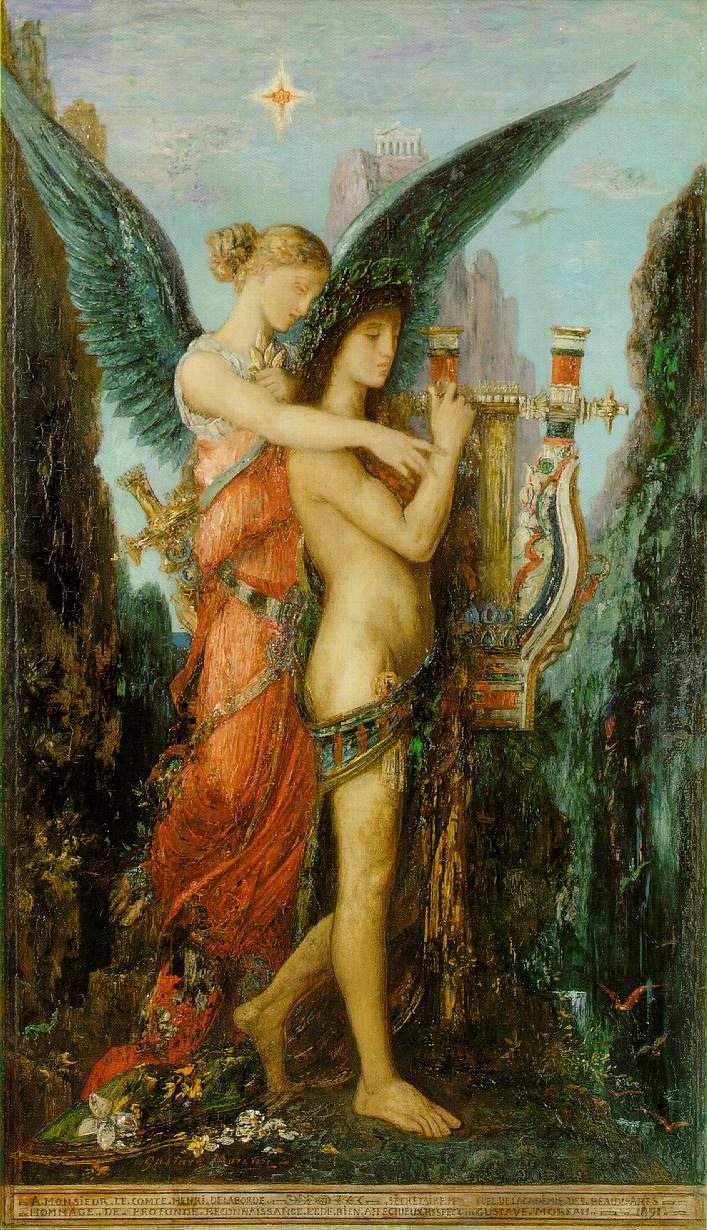
Esiodo e una Musa, di Gustave Moreau (1891)

#### Esiodo
Esiodo, prima ancora dell'avvento della filosofia, ne Le opere e i giorni si interroga, attraverso il filtro del mito, sul problema del progresso. Egli immagina un mondo soggetto ad una degenerazione progressiva a partire da una edenica Età dell'oro.
Il mito si compone in realtà di due nuclei: il primo parla della punizione inferta da Zeus agli uomini (per avere ricevuto da Prometeo il fuoco) attraverso la figura di Pandora, che, giunta sulla Terra apre il vaso contenente tutti i mali del mondo che si diffondono tra gli uomini; il secondo è il mito delle cinque età: età dell'oro, dell'argento, del bronzo, degli eroi e del ferro che, a partire da una originaria perfezione segnano una ciclica involuzione.

#### Epicuro
La visione di Epicuro sostituisce al mito del progresso l'idea di progresso. L'approccio al problema cambia: Epicuro, riflettendo sull'evoluzione umana ritiene che prima grazie all'istinto, e successivamente alla ragione l'uomo sia riuscito, in un progresso lineare, ad abbandonare lo stato ferino per riunirsi in comunità via via più organizzate.

### Nella Roma classica
- Lucrezio
- Virgilio

### Nell'età moderna
- Torquato Tasso (Aminta)
- Condorcet
- Jean-Jacques Rousseau
- Frankenstein

### Nel novecento
- Italo Svevo (La coscienza di Zeno)
- Salvatore Quasimodo (Uomo del mio tempo)
- Albert Einstein (Lettera a Roosevelt)

### Nel XXI secolo
- Steven Pinker